# Ian Hill
Ian Frank Hill (West Bromwich, 20 gennaio 1952) è un bassista britannico, membro dei Judas Priest. Attualmente è il membro con la presenza più longeva nel gruppo.

## Biografia
Nato a West Bromwich (vicino a Birmingham) il 20 gennaio 1952, inizia la pratica musicale con il contrabbasso prendendo lezioni dal padre, un bassista che suonava Jazz.
Nel 1970 si unisce ai neo-riformati Judas Priest, insieme ad Al Atkins e K. K. Downing.
Come bassista è sempre stato sottovalutato dai fan del genere, per via del suo stile ritmico molto semplice, ma Ian Hill ha sempre dichiarato che il suo stile non è mai stato virtuosistico, ma semplice e diretto. D'altronde tutto ciò lo possiamo dedurre anche perché i principali compositori del gruppo sono sempre stati Tipton, Downing e Halford.
Del resto Hill ha anche dato prova di saper armonizzare nei primi album come Sad Wings Of Destiny e Stained Class, citando questi per esempio, ma non si è mai messo in mostra più di tanto.
Dagli anni 80, partendo dal disco British Steel, Hill iniziò a suonare con il plettro seguendo le linee di chitarra ritmica del duo Tipton e Downing, contribuendo a creare un tappeto ritmico più amalgamato, potente e coeso.